# Spencer (film)
Pour les articles homonymes, voir Spencer.
Pour plus de détails, voir Fiche technique et Distribution.
Spencer est un film américano-britannico-germano-chilien coproduit et réalisé par Pablo Larraín, sorti en 2021.
Il s'agit d'un film biographique sur la princesse Diana, incarnée par l'actrice Kristen Stewart.

## Synopsis
En 1991, pendant ses vacances de Noël avec la famille royale à Sandringham House, dans le comté de Norfolk en Angleterre, Diana Spencer décide de mettre un terme à son mariage avec le prince Charles.

## Fiche technique
Sauf indication contraire, les informations mentionnées dans cette section peuvent être confirmées par la base de données cinématographiques IMDb,  présente dans la section « Liens externes ».
- Titre original et français : Spencer
- Réalisation : Pablo Larraín
- Scénario : Steven Knight
- Musique : Jonny Greenwood
- Direction artistique : Ralf Schreck
- Décors : Guy Hendrix Dyas
- Costumes : Jacqueline Durran
- Photographie : Claire Mathon
- Montage : Sebastián Sepúlveda
- Production : Maren Ade, Jonas Dornbach, Janine Jackowski, Juan de Dios Larraín, Pablo Larraín et Paul Webster
- Production déléguée : Michael Bloom, Jeff Deutchman, Ryan Heller, Tom Quinn, Christina Zisa et Maria Zuckerman
- Sociétés de production : Topic Studios, Komplizen Film, Fabula et Shoebox Films
- Sociétés de distribution : Neon / Topic Studios (États-Unis) ; Entract Films (Québec), STX Films (Royaume-Uni) et Amazon Prime Video (France)
- Pays de production :  États-Unis,  Royaume-Uni,  Allemagne et  Chili
- Langue originale : anglais
- Format : couleur — 1,66:1
- Genre : drame biographique
- Durée : 111 minutes
- Dates de sortie :
  - Italie : 3 septembre 2021 (avant-première à la Mostra de Venise)
  - États-Unis, Québec, Royaume-Uni : 5 novembre 2021
  - Belgique : 15 décembre 2021[1]
  - France : 17 janvier 2022 (Amazon Prime Video)
  - Chili : 20 janvier 2022
  - Suisse romande : 26 janvier 2022[2]
  - Allemagne : 27 janvier 2022

## Distribution
Sauf indication contraire, les informations mentionnées dans cette section peuvent être confirmées par la base de données cinématographiques IMDb,  présente dans la section « Liens externes ».
- Kristen Stewart  (VF : Noémie Orphelin ; VQ : Annie Girard) : Diana, princesse de Galles
- Timothy Spall (VQ : Marc Bellier) : Ecuyer Gregory
- Sean Harris : Chef Darren
- Sally Hawkins : Maggie
- Jack Farthing : Charles, prince de Galles
- Jack Nielen : Prince William
- Freddie Spry : Prince Harry
- Stella Gonet : Élisabeth II
- Richard Sammel : Prince Philip, duc d'Édimbourg
- Olga Hellsing : Sarah Ferguson, duchesse d'York
- Thomas Douglas : John Spencer, 8e comte Spencer
- Mathias Wolkowski : Prince Edward
- Oriana Gordon : Sarah Armstrong-Jones
- Niklas Kohrt : Prince Andrew, duc d'York
- Elizabeth Berrington : Princesse Anne
- Amy Manson : Anne Boleyn
- Ryan Wichert : Staff Sergeant Wood
- John Keogh : Michael

## Production
Le 17 juin 2020, il est annoncé que Pablo Larraín réalisera Spencer, un film mettant en vedette Kristen Stewart dans le rôle de Diana, princesse de Galles. Le 26 juin, il est rapporté que la société Neon a acquis les droits de distribution du film aux États-Unis, dans le cadre d'un accord d'une valeur de plus de 4 millions de dollars. En France, Italie, Belgique, Luxembourg et au Royaume-Uni, la distribution est prise en charge par STX Entertainment pendant que DCM acquiert les droits de distribution en Allemagne et en Suisse.
Le tournage débute en janvier 2021, au château-hôtel de Kronberg en Allemagne,. Des scènes sont également tournées à Potsdam (notamment au château de Marquardt ) et au château de Nordkirchen.

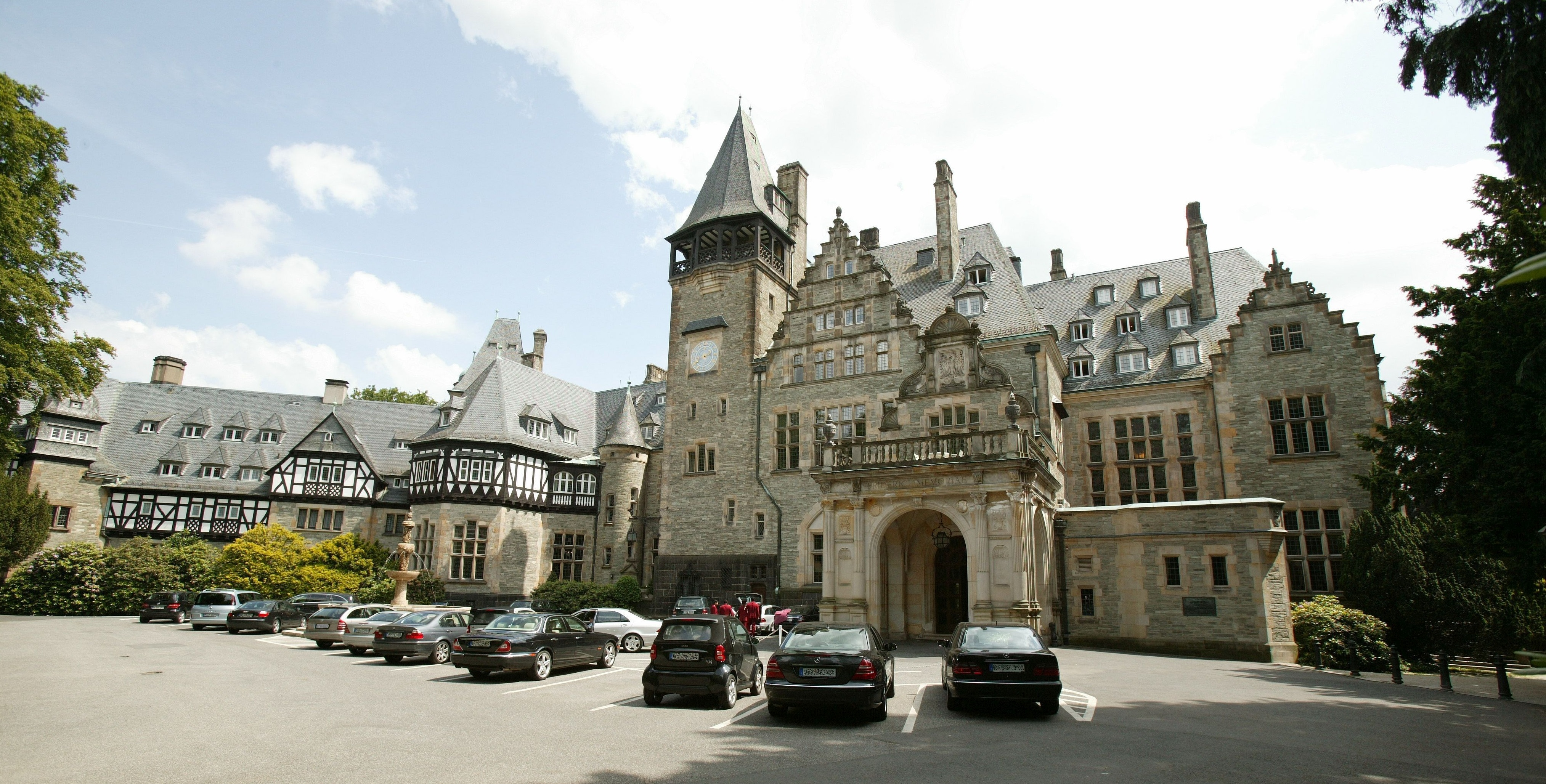
Le château-hôtel de Kronberg
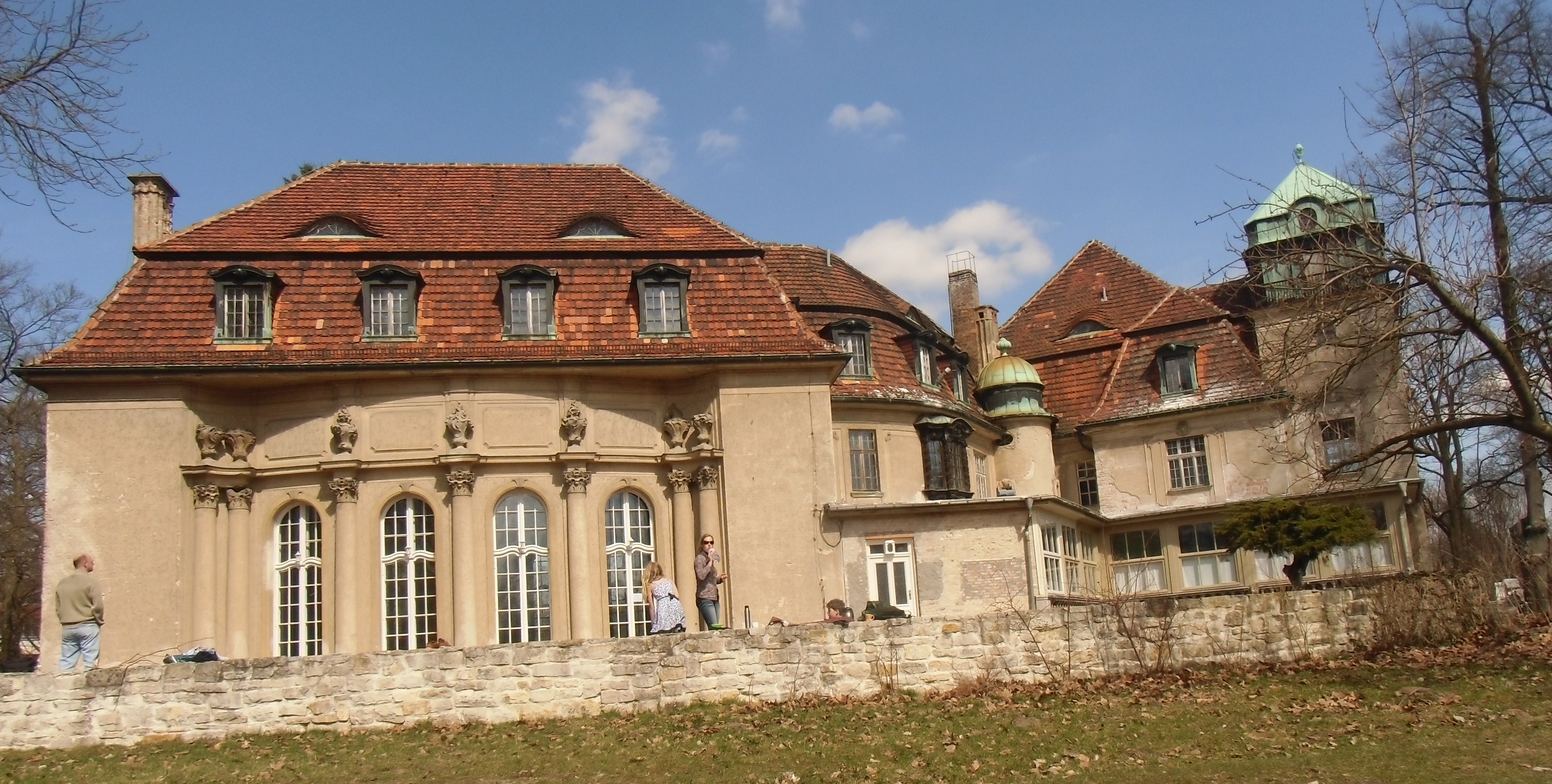
Le château de Marquardt
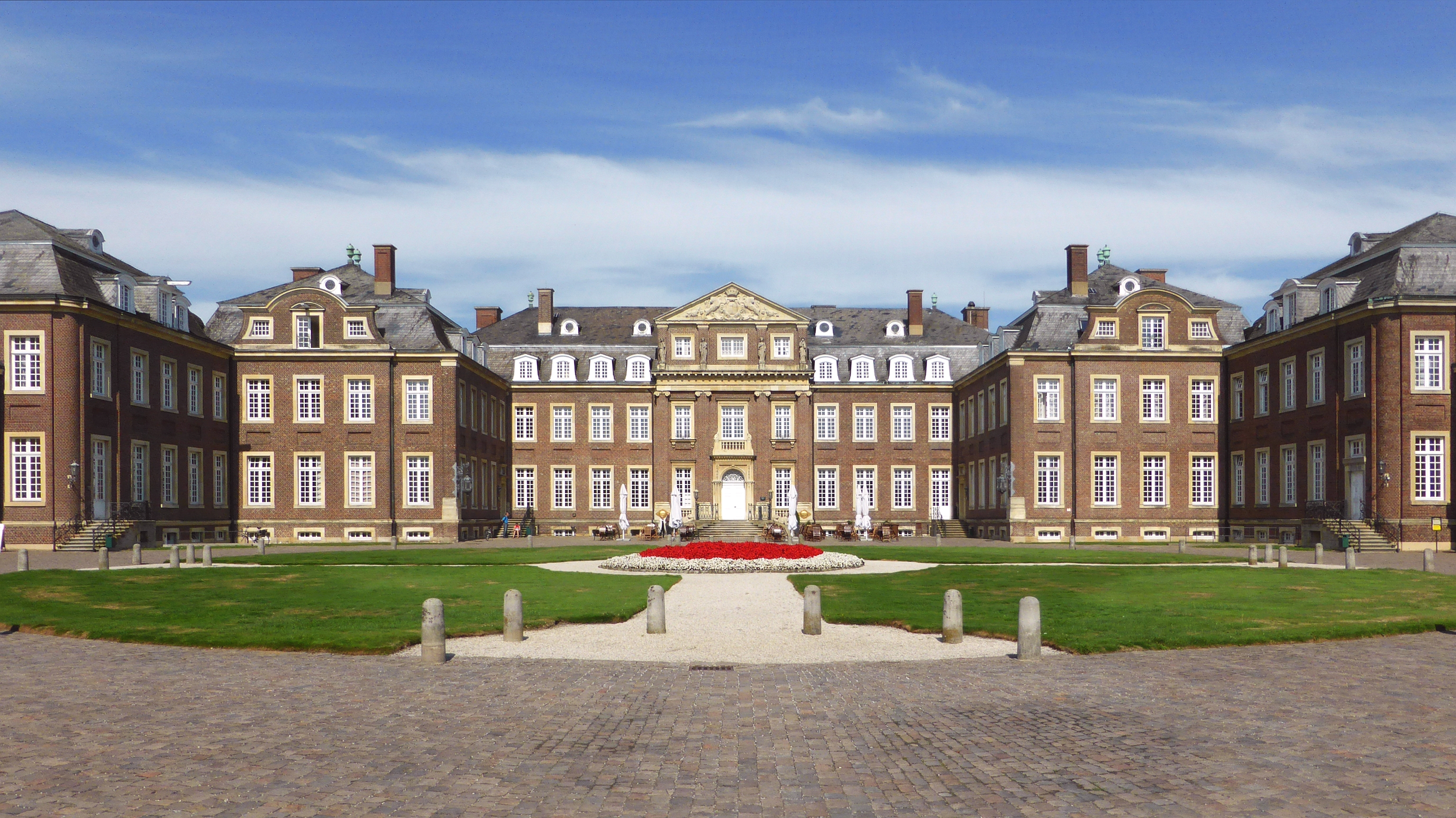
Le château de Nordkirchen

Le 25 mars, la production se déplace au Royaume-Uni pour la dernière partie du tournage, Jack Farthing rejoignant la distribution dans le rôle de Charles, prince de Galles, et le tournage se termine le 27 avril 2021. Jonny Greenwood a composé la partition  qui est publiée par le label Mercury KX (en) le 12 novembre 2021.

## Distinctions

### Sélections et nominations
- Mostra de Venise 2021 : sélection officielle
- Festival du film de Telluride 2021 : sélection officielle[13]
- Festival international du film de Toronto 2021 : Special Event Films[14]
- Festival du film de Londres 2021 : Headline Gala[15]
- Golden Globes 2022 : meilleure actrice dans un film dramatique - Kristen Stewart
- Oscars du cinéma 2022 : meilleure actrice - Kristen Stewart
- Critics Choice Awards 2022 : meilleure actrice - Kristen Stewart